# LOS40 TV
LOS40 TV (originalmente 40 TV) foi um canal espanhol de televisão paga, pertencente à Prisa Radio. Este canal de televisão com temática musical nasceu como a versão televisiva da rádio Los 40 em 1º de setembro de 1998 e deixou de transmitir em 17 de fevereiro de 2017, quase 20 anos depois.

## História
O canal começou a transmitir em 1º de setembro de 1998, substituindo o canal +Música, ambas produzidas pela Sogecable. No dia 9 de setembro de 2005, o canal mudou sua imagem, tanto na logomarca quanto na linha gráfica, tornando-se mais semelhante à emissora irmã. No dia 11 de dezembro de 2014, o canal converteu suas transmissões para o formato 16:9 panorâmico.
No início de fevereiro de 2016, a emissora incorporou a nova identidade gráfica da LOS 40 Radio para a versão televisiva.
O canal encerrou suas transmissões em 17 de fevereiro de 2017, sendo substituído pelo Movistar eSports.

### 40 Latino
Além deste canal, algum tempo depois também foi criado o 40 Latino, que transmitiu na televisão digital terrestre na Espanha até 23 de agosto de 2010, sendo posteriormente substituído pelo Canal+ 2 (pago). O canal continuou disponível em diversas plataformas de televisão paga (incluindo Canal+ e Orange TV) até que suas transmissões cessaram definitivamente em 4 de janeiro de 2012. A partir de então, os conteúdos do 40 Latino passaram a ser transmitidos pela LOS40 TV.